# Ankieter

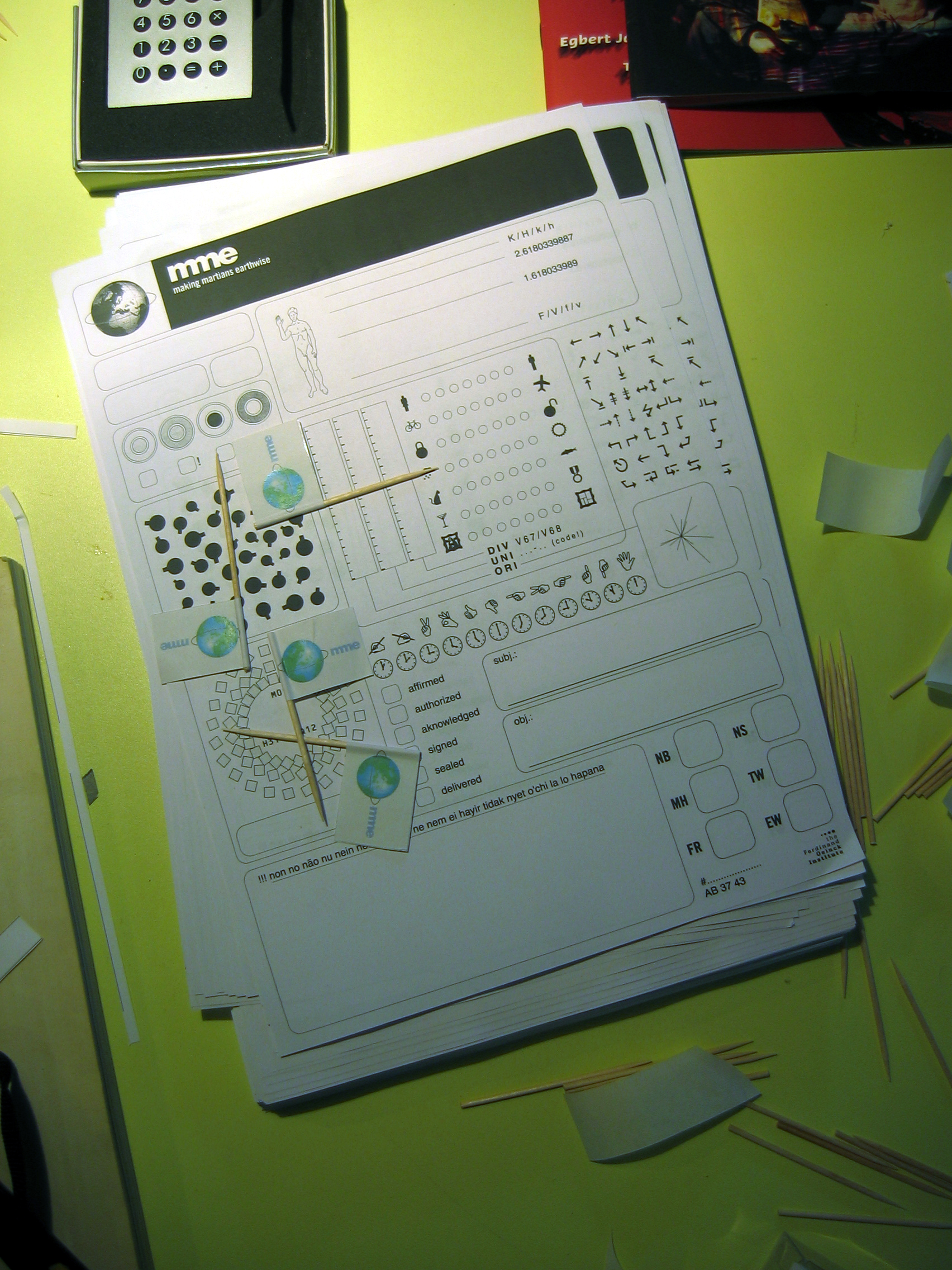
Kwestionariusz, podstawowe narzędzie pracy ankietera

Ankieter – w ankietowych badaniach ilościowych osoba prowadząca wywiad kwestionariuszowy z respondentem.
Zadaniem ankietera jest:
- zapoznanie się z narzędziem badawczym: kwestionariusz, karty do pytań – zwykle podczas szkolenia rozpoczynającego badanie,
- dobór respondenta – zgodnie z założeniami doboru próby,
- aranżacja wywiadu,
- właściwe zadawanie pytań[1], notowanie odpowiedzi[1],
- posługiwanie się wszystkimi narzędziami badawczymi,
- odpowiednie zakończenie wywiadu,
- zbieranie danych potrzebnych do kontroli pracy ankietera,

Wywiady kwestionariuszowe mogą być realizowane z użyciem kwestionariusza papierowego PAPI lub elektronicznego CAPI i CATI. Same wywiady są najczęściej realizowane w: domach respondentów, w miejscach pracy, w miejscach gdzie przebywa dużo osób (in-hall) lub w konkretnych zbiorowościach (badania audytoryjne np. uczniów szkoły).
Zadaniem ankietera bywa też wyłącznie rekrutacja osób na badania – zarówno prowadzone w miejscach publicznych (in-hall) jak i na badania jakościowe np. zogniskowane wywiady grupowe. Ankieterzy zajmujący się wyłącznie rekrutacją są często określani mianem rekruterów.
Innym zadaniem ankieterów jest przyjmowanie roli "Tajemniczych klientów" w badaniach typu Mystery shopping. W tym kontekście powinno jednak mówić się o audytorach a nie ankieterach.
W Polsce ankieterzy najczęściej są zatrudniani przez agencje badawcze i szkoły wyższe, rzadziej przez firmy realizujące badania na własny użytek. Agencje badawcze tworzą własne sieci ankieterskie, w których koordynator lokalny (zwykle doświadczony ankieter) koordynuje pracę ankieterów z określonego regionu. W zależności od wielkości ośrodka, ilości posiadanych ankieterów i rodzaju umowy koordynator może pracować wyłącznie z jedną agencją badawczą lub kilkoma konkurencyjnymi.
Stowarzyszenie agencji badawczych OFBOR (Organizacja Firm Badania Opinii i Rynku) prowadzi w Polsce Program Jakości Kontroli Pracy Ankieterów służący poprawie rzetelności realizowanych badań i jakości zbieranych informacji.